# Minibidion argentum
Minibidion argentum là một loài bọ cánh cứng trong họ Cerambycidae.